# San Marcello
San Marcello – miejscowość i gmina we Włoszech, w regionie Marche, w prowincji Ankona.
Według danych na styczeń 2010 gminę zamieszkiwało 2087 osób przy gęstości zaludnienia 81,8 os./1 km².